# West Edmonton Mall

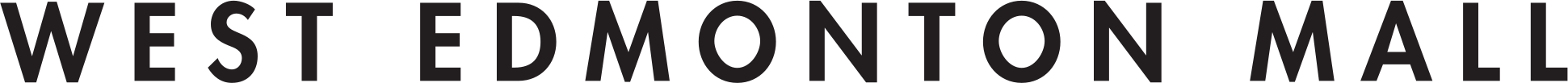
Logotip

El West Edmonton Mall (WEM), inaugurat el 15 de setembre del 1981, és el centre comercial més gran de Nord-amèrica i el quart del planeta. És situat a Edmonton (província d'Alberta, Canadà) i és una de les principals atraccions turístiques d'Alberta essent visitada per 22 milions de persones cada any (60.000 compradors diàriament).
Aquest centre comercial té una superfície de 570.000 m² amb 800 botigues i d'altres serveis comercials atesos per 23.000 empleats. A més, té una àrea d'aparcament per a 20.000 vehicles.
El seu valor econòmic és al voltant dels 926 milions de dòlars estatudinencs.

## Atraccions

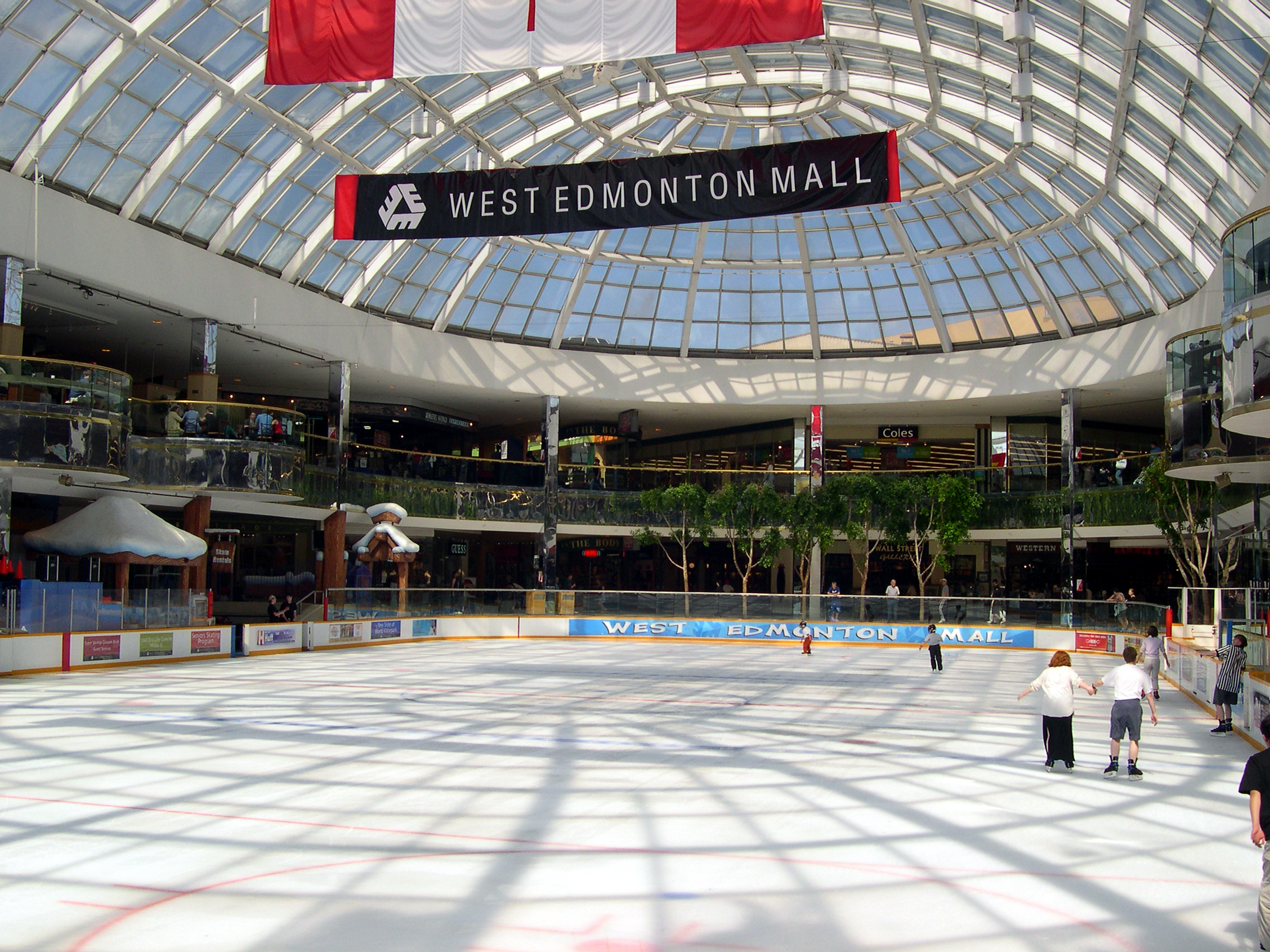
La pista de patinatge d'aquest centre comercial

El West Edmonton Mall, a banda de l'activitat comercial inherent a aquest tipus d'indrets, té altres llocs d'interès com ara:
- Galaxy Land: El parc d'atraccions interior més gran de tot el món.
- World Waterpark: El parc aquàtic sota cobert més gran de Nord-amèrica. Hi inclou la piscina d'ones d'interior més gran del món i que pot produir-ne de fins a 1,80 metres d'altura.
- Deep Sea Adventure: Un llac interior d'aigua salada amb lleons marins. També s'hi pot trobar una reproducció de la nau Santa María de Cristòfor Colom.

Aquest centre comercial també disposa d'una pista de patinatge sobre gel, camps de golf en miniatura, un casino, una pista de monopatí, un hotel, un petit zoològic i tres sales de cinema.